# كولتايكو (تشيلي)
كولتايكو (بالإسبانية: Coltauco) هي بلدية تقع في تشيلي في مقاطعة كاتشبوال. يقدر عدد سكانها بـ 17,918 نسمة ومساحتها 224.7 كم2 وترتفع عن سطح البحر 244 متر.

## أعلام
- ميغيل خيمينيز